# Caer
Caer - dziewczyna, w której zakochał się iryjski bóg miłości Aengus.
Jej ojciec Ethal, był jednym z bogów Tuatha Dé Danann. Aengus najpierw ujrzał Caer we śnie i tak oczarowała go jej piękność, że ciężko zachorował. Kiedy dowiedział się, kim jest owa dziewczyna, natychmiast poprosił Ethala o jej rękę. Ten odpowiedział jednak, że nie jest w jego mocy decydowanie o tym, gdyż córka przybrała postać łabędzia. Uzgodnili wszakże, iż Aengus będzie mógł sam poprosić Caer, by wyszła za niego, jeśli tylko zdoła ją rozpoznać w wielkim stadzie łabędzi. Kiedy łabędzie nadleciały na Jezioro Smoczych Ust, Aengus podszedł do brzegu i rozpoznając Caer, zawołał jej imię. Później Aengus i Caer pobrali się.